# Aérodrome de Vopnafjörður
L'aérodrome de Vopnafjörður (code IATA : VPN • code OACI : BIVO) est un aéroport islandais desservant Vopnafjörður, située au nord-est de l'Islande. 

## Situation
| \| 40 km1:1 908 000 \| Akureyri Bakki Blönduós Breiðdalsvík Bíldudalur Djúpivogur Egilsstaðir Fagurhólsmýri Fáskrúðsfjörður Gjögur Grundarfjörður Grímsey Hornafjörður Hólmavík Húsavík Keflavík Kópasker Mývatn Norðfjörður Ólafsfjörður Patreksfjörður Raufarhöfn Reykjavík Rif Sauðárkrókur Selfoss Siglufjörður Stykkishólmur Vestmannaeyjar Vopnafjörður Ísafjörður Þingeyri Þórshöfn |
| 40 km1:1 908 000 |

## Destinations desservies
| Compagnies | Destinations       |
| ---------- | ------------------ |
| Norlandair | Akureyri, Þórshöfn |

Actualisé le 02/06/2023